# نیکولا فیکانو
نیکولا فیکانو (انگلیسی: Nicola Ficano؛ زادهٔ ۲۱ فوریهٔ ۱۹۸۷) بازیکن فوتبال اهل ایتالیا است.
از باشگاه‌هایی که در آن بازی کرده‌است می‌توان به باشگاه فوتبال پالرمو اشاره کرد.